# Fokker S.IV
De Fokker S.IV was een eenmotorig lesvliegtuig met twee zitplaatsen en propelleraandrijving. Deze dubbeldekker was initieel voorzien van een 125 pk Le Rhone Oberursel-rotatiemotor. In dit toestel zaten de leerling en de instructeur achter elkaar.
In 1924 werden door de Luchtvaartafdeeling dertig exemplaren van dit toestel besteld. Vanaf dat moment heeft het jarenlang (tot en met 1940) dienstgedaan als standaard lesvliegtuig. Begin jaren 30 werd de S.IV voorzien van de krachtigere Armstrong Siddeley Mongoose-stermotor van 150 pk.
Na de Duitse aanval op Nederland in 1940 week een aantal S.IV- en S.IX-toestellen uit naar Frankrijk. Het is onduidelijk wat er daarna met deze vliegtuigen gebeurd is.